# Le Puy Football 43 Auvergne (féminines)
Maillots
La section féminine du Puy Foot 43 Auvergne est un club de football féminin français basé au Puy et créée en tant que section féminine de l'Entente Saint-Maurice Yssingeaux, un autre club de la région, avant d'être transféré dans la préfecture de la Haute-Loire. 
Les Ponotes atteignent pour la première fois de leur histoire la Division 2 en 2001 alors que le club évolue sous les couleurs de l'Entente Saint-Maurice Yssingeaux. Mais en 2006 et à la suite du déplacement du club vers le Puy Foot, les résultats sont moins bon et le club redescend dans les divisions régionales de la Ligue d'Auvergne. Il faut attendre 2011 et deux titres de championne d'Auvergne, pour voir le club remontée en seconde division.
L'équipe fanion du club, entrainée par Nicolas Anglade, participe au championnat de seconde division pour la 2e saison consécutive et évolue au stade Charles Massot.

## Palmarès
Le palmarès de l'équipe féminine du Puy Foot comporte deux championnats d'Auvergne.
Le tableau suivant liste le palmarès du club actualisé à l'issue de la saison 2011-2012 dans les différentes compétitions officielles au niveau national et régional.
| Compétitions régionales                                      | Équipes de jeunes           |
| - Division d'Honneur d'Auvergne (1) - Champion : 2009, 2011. | Votre aide est la bienvenue |

## Bilan saison par saison
Le tableau suivant retrace le parcours du club depuis la création de première division en 1974 sous la dénomination d'Entente Saint-Maurice Yssingeaux, puis du Puy Foot depuis 2006.
| Édition   | Division 2                    | Division 3             | Divisions Régionales                     | Coupe de France     |
| 1974-2001 | …                             | Championnat inexistant | …                                        | Coupe inexistante   |
| 2001-2002 | 3e (Gr. B)                    | Championnat inexistant | -                                        | non connu           |
| 2002-2003 | 5e (Gr. B)                    | -                      | -                                        | 1/4 de finale       |
| 2003-2004 | 4e (Gr. B)                    | -                      | -                                        | 16e de finale       |
| 2004-2005 | 6e (Gr. B)                    | -                      | -                                        | non connu           |
| 2005-2006 | 2e (Gr. B) 4e (Tournoi Final) | -                      | -                                        | 16e de finale       |
| 2006-2007 | 9e (Gr. B)                    | -                      | -                                        | non connu           |
| 2007-2008 | -                             | 10e (Gr. D)            | -                                        | 1er Tour Fédéral    |
| 2008-2009 | -                             | -                      | 1er (Division d'Honneur)                 | 16e de finale       |
| 2009-2010 | -                             | 5e (Gr. A)             | -                                        | 2e Tour Fédéral     |
| 2010-2011 | -                             | Championnat inexistant | 1er (Division d'Honneur) 1er (CIR Gr. B) | 1er Tour Fédéral    |
| 2011-2012 | 6e (Gr. C)                    | Championnat inexistant | -                                        | 32e de finale       |
| 2012-2013 | Compétition à venir (Gr. C)   | Championnat inexistant | -                                        | Compétition à venir |
| 2019-2020 | -                             | Championnat inexistant | 1er (Gr. M LAURA Régional 1)             | 2e Tour Fédéral     |
| 2020-2021 | 10e (Gr. B)                   | Championnat inexistant | -                                        | Covid-19            |
| 2021-2022 | 9e (Gr. B)                    | Championnat inexistant | -                                        | 16e de finale       |
| 2022-2023 | 10e (Gr. B)                   | Championnat inexistant | -                                        | 2e Tour Fédéral     |
| 2023-2024 | -                             | 6e (Poule B, en cours) | -                                        | 1/4 de finale       |